# Neoserica assamensis
Neoserica assamensis är en skalbaggsart som beskrevs av Frey 1962. Neoserica assamensis ingår i släktet Neoserica och familjen Melolonthidae. Inga underarter finns listade i Catalogue of Life.